# Erin Greene
Erin Greene es una defensora de los derechos humanos de Bahamas. Es una destacada defensora de los derechos LGBT en su país natal, y ha sido descrita como "posiblemente la activista LGBT más abierta del país".

## Biografía
Cuando era adolescente, Greene trabajó como concejala en un campamento de verano para jóvenes metodistas, en escuelas bíblicas y en el programa juvenil de verano de la fuerza policial. Después de asistir al Queen's College a principios de la década de 1990, comenzó a identificarse como lesbiana cuando tenía veinte años, lo que coincidió con su creciente compromiso político.

### Activismo
Greene es un defensora de los derechos humanos, incluidos los de las mujeres, los inmigrantes y los encarcelados, pero particularmente de las personas LGBT. Los derechos LGBT en las Bahamas son extremadamente limitados: no existen leyes que aborden la discriminación o el acoso debido a la orientación sexual o la identidad de género, ni el país reconoce las uniones entre personas del mismo sexo de ninguna forma, ya sea matrimonio, uniones civiles o parejas de hecho.
Comenzó su trabajo como activista a finales de los años 1990 y principios de los años 2000, ayudando a organizar la primera marcha del Orgullo en el país en 2001. En 2000, se unió a la Asociación Caribeña para la Investigación y la Acción Feministas (Caribbean Association for Feminist Research and Action, CAFRA), convirtiéndose en su representante en Bahamas en 2002 y finalmente en presidenta regional. Cuando la Alianza Arcoíris de las Bahamas se fusionó en 2003, Greene se convirtió en la portavoz de la organización y finalmente se desempeñó como presidenta del grupo antes de que cerrara en 2008.
Greene se unió al Foro Caribeño para la Liberación y Aceptación de Géneros y Sexualidades (Caribbean Forum for Liberation and Acceptance of Genders and Sexualities, CARIFLAG) y a la Red de Derechos Humanos de las Bahamas en 2007, y también ha estado involucrada en el Grupo de Solidaridad Bahamas-Haitiano por los derechos de los inmigrantes. Posteriormente se desempeñó como directora de promoción de la Sociedad Contra las ITS y el VIH (Society Against STIs and HIV, SASH) de Bahamas en 2013-2014.
Greene ha enfrentado importantes reacciones negativas a su activismo, incluyendo una serie de amenazas de muerte e incidentes de acoso. En 2019, fue objeto de violentas amenazas y acoso en las redes sociales después de que pidió al artista musical jamaicano Buju Banton que se abstuviera de interpretar su controvertida canción «Boom Bye Bye» durante una gira regional de conciertos, ya que ha sido interpretada como un apoyo al asesinato de hombres homosexuales.
En 2014, fue nominada a un premio Community Titan como parte del Bahamas Pride Freedom Weekend.
Greene también presenta un programa de radio llamado "The Culture of Things", y es monologuista. 